# 화령옹주
화령옹주(和寧翁主, 1753년 음력 3월 2일 ~ 1821년 음력 9월 3일)은 조선의 왕족으로 영조의 11녀이며, 어머니는 숙의 문씨이다.

## 생애

### 가계
1753년(영조 29년) 3월 2일, 영조(英祖)와 숙의 문씨(淑儀 文氏)의 첫째딸로 태어났다.

### 옹주 시절
화령옹주는 1764년(영조 40년) 음력 10월 16일, 12세의 나이로 심정지의 아들 심능건과의 혼인이 결정되었다. 이때 심능건은 청성위에 봉해졌다. 옹주와 심능건은 이 해 음력 12월 20일 가례를 치렀다.
한편 화령옹주의 생모 숙의 문씨는 정조 즉위 직후 사도세자를 무고한 것 등으로 인해 사사되었다. 그러나 문씨의 두 딸은 여러 대신들의 탄핵에도 불구하고 정조의 비호 하에서 목숨을 건질 수 있었을 뿐 아니라, 그 작위도 모두 삭탈되지 않았다.
한편 1781년(정조 5년) 음력 윤5월 25일에는 남편 심능건이 숙의 문씨의 생전 집을 멋대로 팔고 철거하는 바람에 삭직되었다. 이후 다시 복작되었다.

### 사망
화령옹주는 1821년(순조 21년) 음력 9월 3일 69세를 일기로 사망하였다. 순조는 옹주의 장례를 전례에 의하여 거행토록 하고, 장생전의 퇴판 1부를 보내주었다. 현재 옹주의 묘소는 서울특별시 노원구에 있다.

## 가족 관계

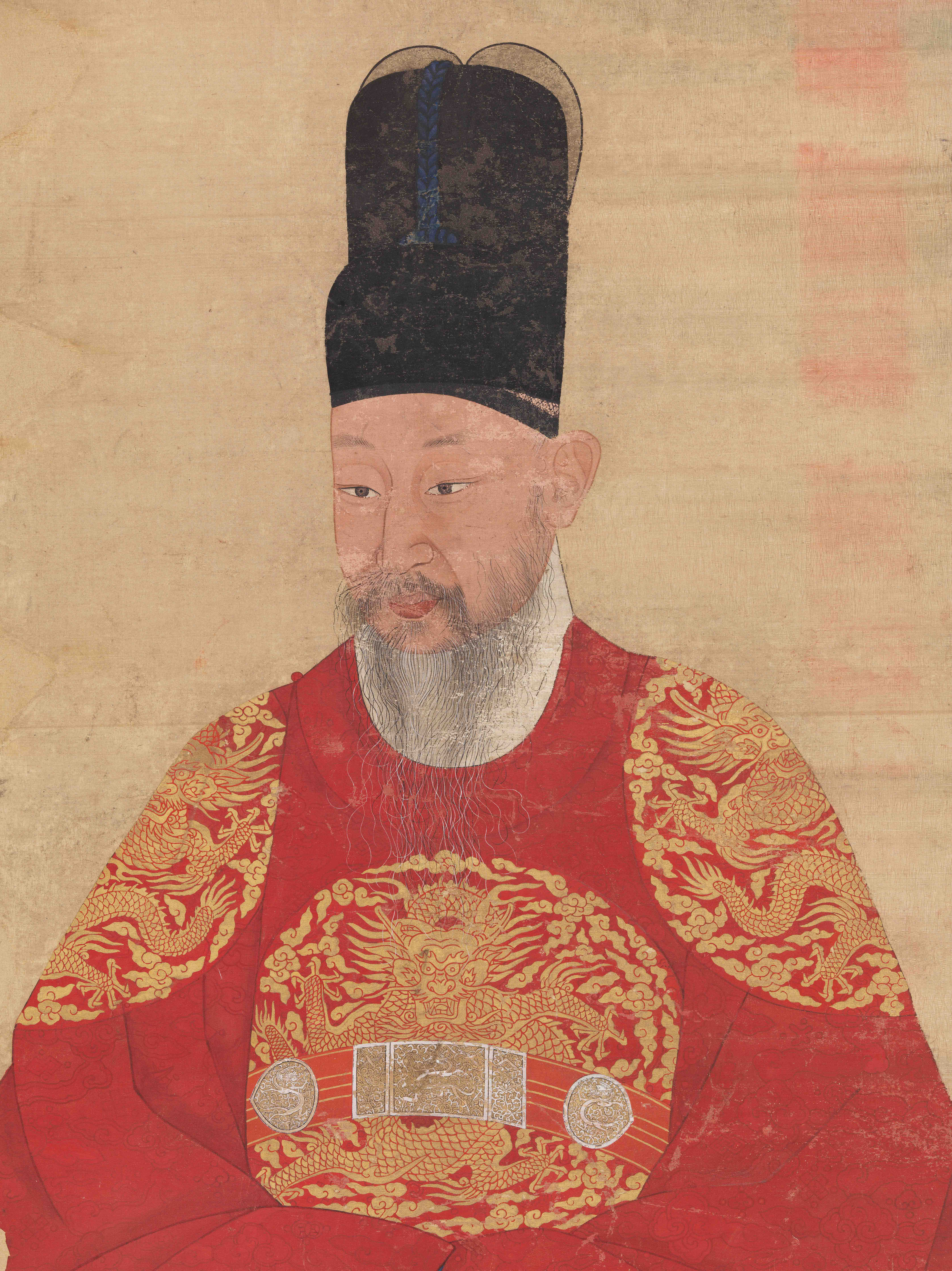
아버지 영조

화령옹주는 청송 심씨 심능건과 혼인하였다. 심능건은 사은정사와 동지정사로 청나라에 사신으로 다녀왔으며, 종척집사 등을 지낸 후 1817년(순조 17년) 음력 7월 7일에 죽었다. 심능건에게는 아들이 둘 있었으나 한 명은 요절하였다.
- 아버지 : 영조(英祖, 1694 ~ 1776)
- 어머니 : 숙의 문씨(淑儀 文氏, ? ~ 1776)
  - 동생 : 화길옹주(和吉翁主, 1754 ~ 1772)
- 시아버지 : 심정지(沈鼎之, 1722 ~ 1791) - 삭녕군수 증 영의정[9]
- 시어머니 : 덕수 이씨 - 부사 이복해(李福海)의 딸
  - 남편 : 청성위(靑城尉) 심능건(沈能建, 1752 ~ 1817)[10]
    - 장남 : 심의장(沈宜長) - 요절[11]
    - 양자 : 심의관(沈宜寬) - 포천현감[12][13]
    - 장녀 : 이규신(李奎信)에게 하가[14]
      - 외손자 : 도사(都事) 이민시(李敏時)
      - 외손자 : 이민수(李敏樹)
      - 외손녀 : 서경보(徐慶輔)의 처
      - 외손녀 : 유양주(兪陽柱)의 처
      - 외손녀 : 원석홍(元錫弘)의 처
      - 외손녀 : 정윤수(鄭允秀)의 처

    - 차녀 : 이재교(李在敎)에게 하가[14]

## 화령옹주가 등장한 작품

### 드라마
- 1998년 MBC 드라마 《대왕의 길》 배우:박지미